# خطوط أسترايوس الجوية
خطوط أسترايوس الجوية (بالإنجليزية: Astraeus airlines)‏ هي شركة طيران بريطانية خاصة أنشأت في مارس 2002، يقع المقر الرئيسي للشركة في مدينة كراولي بالمملكة المتحدة، يبلغ حجم الأسطول 7 طائرات، وعدد وجهاتها متغير من وقت لآخر.

## وصلات خارجية
- الموقع الرسمي للشركة (بالإنجليزية)
- تفاصيل أسطول خطوط أسترايوس الجوية (بالإنجليزية)